# Bridport (Stati Uniti d'America)
Bridport è una città degli Stati Uniti d'America, nella contea di Addison, nello Stato del Vermont. La popolazione era di 1.225 abitanti nel censimento del 2020.